# Jean-Pierre Guignon
Jean-Pierre Guignon, nascut Giovanni Pietro Ghignone (Torí, 1702-1774) fou un violinista francoitalià. De molt jove es traslladà a París, on adquirí gran reputació i fou agregat a la capella del rei i nomenat professor del Delfí de França i de Madame Adelaida. Contribuí poderosament al progrés dels músics francesos en el violí; era un pràctic destacat i excel·lent director d'orquestra. Deixà diverses obres.